# Segundo mandato de George W. Bush como Presidente de los Estados Unidos
El Segundo mandato de George W. Bush como Presidente de los Estados Unidos comenzó al mediodía el 20 de enero de 2005 y finalizó el mediodía del 20 de enero de 2009, cediendo así espacio para Barack H. Obama.

## Metas anunciadas
Metas indicadas por Bush para su segundo mandato:
1. Cambios importantes al código impositivo federal
2. Límites en los pleitos de la negligencia médica
3. Reforma de la Seguridad Social
4. Amnistía posible para muchos inmigrantes ilegales que viven y que trabajan en los Estados Unidos
5. Continuación de la Guerra de Irak
6. Continuar luchando la Guerra contra el terrorismo
7. Consolidar la enseñanza pública
8. Ampliar los programas universitarios